# Новий образ
«Новий образ» (англ. The New Look) — американський біографічний драматичний телесеріал, створений Тоддом Кесслером, прем'єра якого відбулася на Apple TV+ 14 лютого 2024 року. У липні 2023 року була анонсована розробка другого сезону.

## Опис
Серіал розповідає про життя Крістіана Діора в Парижі після Другої світової війни, коли дизайнер створив свою лінію одягу, що неофіційно отримала назву «Новий образ». Також зображений його професійний та ідеологічний антагонізм із відомою модельєркою Коко Шанель.

## Актори та персонажі

### Головні
- Бен Мендельсон — Крістіан Діор
- Жульєт Бінош — Коко Шанель
- Мейзі Вільямс — Кетрін Діор
- Джон Малкович — Люсьєн Лелонг
- Клейз Бенг — Ганс фон Дінклаге
- Забу Брайтман — мадам Зенакер
- Туре Ліндгардт — Генріх Гіммлер
- Емілі Мортімер — Ельза Ломбарді
- Шарль Берлінґ — П'єр Вертхаймер
- Гленн Клоуз — Кармел Сноу[en]

### Повторювані
- Нуну Лопіш — Крістобаль Баленсьяга
- Тома Пуатвен — П'єр Бальмен
- Яніс Нівенер — Вальтер Шелленберг
- Девід Камменос — Жак
- Уго Беккер — Ерве де Шарбоннері
- Дарина Аль Джунді — мадам Делахай
- Жозеф Олівенн — Андре Палассе
- Крістофер Бухгольц — барон Вофреланд
- Майкл Картер — Моріс Діор
- Еліот Маргерон — П'єр Карден
- Патрік Альбенк — Марсель Буссак
- Фредерік Анскомбр — Рене де Шамбрен
- Квентін Фор — Жорж Вігуру
- Гаетан Вендерс — Якоб Фрідман